# Faute d'amour
Pour les articles homonymes, voir Loveless.
Pour plus de détails, voir Fiche technique et Distribution.
Faute d'amour (en russe : Нелюбовь, Nelioubov) est un drame russe réalisé par Andreï Zviaguintsev, sorti en 2017. Il a été sélectionné en 2017 au Festival de Cannes où il a gagné le Prix du jury. L’histoire a été inspirée par le groupe de recherche et sauvetage Liza Alert et l’envie de Zviaguintsev de créer un film sur la vie d’une famille. Initialement, il avait l’intention de créer le remake russe de la série suédoise de 1973 Scènes de la vie conjugale, mais ne pouvait pas obtenir les droits.

## Synopsis
Une famille contemporaine moscovite va bientôt divorcer. Les conjoints (Mariana Spivak et Alexeï Rozin) sont encore mariés, mais chacun a commencé un nouveau chapitre amoureux, et c'est pourquoi ils ont hâte d'en finir avec les formalités et de divorcer. Dans le même temps, ils oublient leur fils de 12 ans Aliocha qui se sent mal-aimé. Un matin, Aliocha part à l'école et ne revient plus. Les recherches commencent.

## Fiche technique
- Titre original : Нелюбовь
- Titre français : Faute d'amour
- Réalisation : Andreï Zviaguintsev
- Scénario : Oleg Neguine et Andreï Zviaguintsev
- Musique : Evgueni et Sacha Galperine
- Photographie : Mikhaïl Kritchman
- Montage : Anna Mass
- Sociétés de production : Non-Stop Production (en) (Russie), Arte France Cinéma (France), Why Not Productions (France), Les Films du Fleuve (Belgique), Senator Film Produktion (Allemagne)
- Pays de production :  Russie,  France,  Allemagne et  Belgique[2]
- Langue originale : russe
- Format : couleur
- Genre : drame
- Durée : 127 minutes
- Dates de sortie :
  - France : 18 mai 2017 (Festival de Cannes) ; 20 septembre 2017 (sortie nationale)
  - Russie : 1er juin 2017

## Distribution
- Mariana Spivak (VF : Chloé Berthier) : Genia
- Alexeï Rozine (VF : Sébastien Desjours) : Boris
- Matveï Novikov : Aliocha
- Marina Vassilieva (VF : Nathalie Bienaimé) : Macha
- Andris Keišs : Anton
- Alexeï Fateyev : coordinateur volontaire
- Sergueï Borissov : policier
- Natalia Potapova (VF : Anne Plumet) : la mère de Genia
- Anna Gouliarenko : la mère de Masha
- Artyom Jigouline : Kouznetsov
- Maxime Solopov : le père de Kouznetsov
- Sergueï Badichkine : le copain de Boris au bureau
- Tatiana Riabokone : agente immobilière
- Evguenia Dmitrieva : styliste

 Source et légende : version française (VF) sur RS Doublage

## Production

### Genèse et développement
L'équipe qui se compose du réalisateur Andreï Zviaguintsev, des producteurs Alexandre Rodnianski et Sergueï Melekoumov, un scénariste Oleg Neguine et un directeur de la photographie Mikhaïl Kritchman, a déjà travaillé ensemble sur les films Elena (2011) et Léviathan (2014), qui ont aussi été récompensés au Festival de Cannes.
Le film a été financé sans demander le soutien financier institutionnel en raison de l'hostilité affichée par le gouvernement lors de la sortie du précédent film du réalisateur, Léviathan.

### Tournage
Le film a été tourné à Moscou.

### Bande originale
- Bring Me the Horizon - Sleepwalking (en). Chanson diffusée par l'autoradio de Boris lorsqu'il se rend avec Genia chez la mère de celle-ci.

## Accueil

### Accueil critique
En France, l'accueil critique est très positif : le site Allociné propose une moyenne de 4/5 à partir de l'interprétation de 29 critiques de presse. 
Pour Marie-Noëlle Tranchant du Figaro, « Andreï Zviaguintsev signe une nouvelle œuvre magistrale. [...] On peut lire le film psychologiquement, histoire de famille et de couples d'où ressortent quelques portraits saisissants, comme la mère terrible de Genia. On peut voir la critique sociale et politique d'un pays que la fin du communisme a voué à des tyrannies et à des corruptions nouvelles, au pouvoir de l'argent, à la domination d'une orthodoxie mafieuse que le cinéaste dénonçait déjà dans Léviathan. Tout au long du film parviennent les échos d'une actualité pleine de violences et d'effrois de fin du monde. ».
Pour Vincent Ostria des Inrockuptibles, « Andreï Zviaguintsev a un problème de style. Il en a trop... Certes, il se soigne et Faute d'amour est un de ses meilleurs films, parce que, comme pour Elena, il ancre son histoire dans la Russie contemporaine. [...] Concrètement, ce film dépasse son histoire grâce à une construction qui relativise le pathos de la situation et les constats sociétaux sur l'individualisme mesquin de la petite bourgeoisie russe. [...] Le petit garçon, élément ponctuel mais émouvant, est moins un personnage qu'un révélateur ou un catalyseur. Il entraîne le film vers une relative abstraction en évitant le lourd symbolisme des films précédents (Léviathan ou Le Bannissement). L’atmosphère prime enfin sur l’allégorie. ».
Pour Marcos Uzal de Libération, « Tout en affichant sa fierté académique à encadrer, à doser ses petits mouvements de caméra, sa belle image, ses décors trop parfaits, il n'y a pas un plan où Zviaguintsev ne se pose pas en juge de ce qu'il filme. Et arrive ici ce qui arrive toujours dans ce cinéma-là : le cinéaste fait subir à ses personnages exactement ce qu'il leur reproche. [...] Car le problème est que les cinéastes de cette espèce, les donneurs de leçons hautains, les pessimistes morgues (dont Haneke reste le sinistre maître) confondent ce qu’ils croient être un constat clinique avec le manque total de générosité de leur regard. En se croyant impitoyablement objectifs, ils ne font que projeter leur propre cynisme sur l’univers mort-né qui leur tient lieu de “réalité”. ».

### Box-office
- France : 229 576 entrées[9]

## Distinction

### Récompenses
- Festival de Cannes 2017 : Prix du jury
- Prix du Syndicat Français de la Critique de Cinéma 2018 : Meilleur film étranger
- César 2018 : César du meilleur film étranger

### Nominations
- Golden Globes 2018 : Meilleur film en langue étrangère
- Oscar du meilleur film en langue étrangère en 2018[10]